# Susan Sprecher
Susan K. Sprecher (* 5. September 1955) ist eine US-amerikanische Psychologie-Professorin an der Illinois State University.

## Leben
Sprecher erlangte 1977 den Bachelor, 1980 den Master und beendete 1985 ihre Dissertation in Soziologie an der University of Wisconsin–Madison.
Von 1985 bis 1989 arbeitete sie als „Assistant Professor“ und von 1989 bis 1993 als „Associate Professor“ am „Department of Sociology, Anthropology, and Social Work“
an der Illinois State University. Seit 1993 ist sie Professor am „Department of Sociology and Anthropology“ und seit 2003 hat sie eine „Joint Professorship“ am „Department of Psychology“ an der „Illinois State University“.

## Forschungsschwerpunkte
Die Forschung von Susan Sprecher mit über 100 Publikationen konzentriert sich auf Aspekte menschlicher Beziehungen.
- Beziehungen und Liebesbeziehungen
- Freundschaften
- Attraktivitätsforschung und Relationship Initiation
- Soziale Netzwerke, Internet Dating, Speed-Dating
- Sexualität junger Erwachsener
- Voreheliche Sexualität

## Schriften
- E. Hatfield, S. Sprecher: Mirror, Mirror: The Importance of Looks in Everyday Life. State Univ of New York Press, New York 1986, ISBN 0-88706-124-9.
- K. McKinney, S. Sprecher: Human Sexuality: The Societal and Interpersonal Context. Praeger, 1989, ISBN 0-89391-613-7.
- K. McKinney, S. Sprecher: Human Sexuality: The Societal and Interpersonal Context. Ablex Publication, 1990, ISBN 0-89391-544-0.
- K. McKinney, S. Sprecher (Hrsg.): Sexuality in Close Relationships. Psychology Press, 1991, ISBN 0-8058-0719-5.
- S. Sprecher, K. McKinney: Sexuality. Sage Publications, 1993, ISBN 0-8039-4291-5.
- S. Sprecher: The Handbook of Sexuality in Close Relationships. Hrsg.: J. H. Harvey, A. Wenzel, S. Sprecher. Psychology Press, 2005, ISBN 0-8058-5668-4, S. 104.
- B. Fehr, S. Sprecher, L. G. Underwood (Hrsg.): The Science of Compassionate Love: Theory, Research, and Applications. Wiley-Blackwell, 2008, ISBN 978-1-4051-5394-2.
- S, Sprecher, A. Wenzel, J. Harvey (Hrsg.): Handbook of Relationship Initiation. Psychology Press, 2008, ISBN 978-0-8058-6159-4.
- H. T. Reis, S. Sprecher (Hrsg.): Encyclopedia of Human Relationships. Sage Publications, 2009, ISBN 978-1-4129-5846-2.